# Арто Паасілінна
Арто Паасілінна, також в українських перекладах Паасилінна (фін. Arto Paasilinna; 20 квітня 1942 року, Кіттіля — 15 жовтня 2018, Еспоо) — фінський письменник, один з найуспішніших і найвідоміших сучасних письменників Фінляндії. Написав 47 книг, з них 35 романів, його книги перекладені більш ніж сорока мовами, у тому числі, українською, та продані загальним тиражом більш ніж 8 млн екземплярів. Його найвідоміший роман, «Рік зайця», був перекладений більш ніж тридцятьма мовами, був двічі екранізований і завоював низку міжнародних нагород.
Окрім Фінляндії, Арто Паасілінна здобув неабияку популярність у Франції, де його порівнювали з Габрієль Гарсія Маркесом, та Італії.
Багато творів Арто Паасілінна були екранізовані, два твори адаптовані у графічні романи. Окрім романів Паасілінна писав також сценарії для кіно- та телефільмів.

## Біографія
Арто Паасілінна народився 20 квітня 1942 року в селищі Алакюла (фін. Alakylä) округу Кіттіля (пол. Kittilä) в Лапландії (північна частина Фінляндії). Його батьки походили з тієї частини Фінляндії, яка у радянсько-фінську війну була захоплена, а після Другої Світової війни анексована Радянським Союзом. Родина Паасілінна спершу втекла до Норвегії, після її окупації Третім Рейхом — до Швеції, і нарешті — до Лапландії.
В ранньому віці Арто втратив батька, мати залишилася одна із сімома дітьми, тому Арто був змушений змалку працювати, спробувавши себе у більш ніж десяти різних професіях, у тому числі, був лісорубом і чорноробом на фермі. У 1962—1963 роках навчався у Лапландській народній академії, тоді ж спробував себе у журналістиці, обіймаючи посаду інтерна в регіональному виданні Lapin Kansa. З 1963 року по 1988 рік пропрацював журналістом, колумністом, а пізніше — редактором у багатьох фінських газетах і журналах, зокрема, Nuoren Voiman Liitto, Nuori Voima-lehti.
Свій перший роман Арто Паасілінна написав у 1972 році, який втім, не мав значного успіху. У 1975 році Паасілінна, який на той час обіймав посаду редактора досить великого щотижневика APU, розчарувався у журналістиці та зажадав життєвих змін. Влітку того ж року він звільнився з посади редактора, залишившись колумністом, продав свій човен задля фінансування письменницької діяльності і написав роман «Рік зайця» (1975 рік був за китайським гороскопом Роком Дерев'яного зайця), який здобув шалений успіх, був перекладений двадцятьма мовами та двічі екранізований. Комерційний успіх «Року зайця» дозволив Арто Паасілінна присвятити себе письменництву, хоча він продовжував публікувати авторські статті, та навіть працював колумністом на фінському радіо. У 1977 році письменник уклав контракт на публікацію його книг із найбільшим фінським видавництвом WSOY, яка на зламі тисячоліть стала найбільшою медіакорпорацією Північної Європи.
У 2002 році, до 60-річчя Паасілінна, фінський журналіст опублікував біографію письменника під назвою «Lentojätkä. Arto Paasilinnan elämä»", і того ж року сам Паасілінна видав автобіографію під назвою «Yhdeksän unelmaa».
Останні дев'ять років через важку хворобу нових романів не видавав, але, за словами старшого сина Петтері Паасілінна, писав задля власної розваги. У жовтні 2009 року Паасілінна потрапив до лікарні з інсультом, а в квітні 2010 року переїхав до будинку-інтернату для літніх людей.
Помер у віці 76 років, вранці 15 жовтня 2018 року, від порушення мозкового кровообігу, у будинку для літніх людей в Еспоо.

### Родина
Батько — Вяйне Паасілінна (Väinö Paasilinna; 1902—1950), працював поліцейським, пізніше — юрисконсультом. Своє справжнє прізвище — Гуллстен (Gullstén) — він змінив на Паасілінна (з фінської — «кам'яна фортеця») у 1934 році, внаслідок конфлікту в родині. Мати — Хільда-Марія Паасілінна (Hilda-Maria Paasilinna; 15.08.1908–1983), до шлюбу Ніва (Niva), народилася в Петсамо.
Окрім Арто, в родині було ще шість дітей — чотири сина та дві доньки. Брати Ерно (Erno Paasilinna; 1935—2000) та Маурі (Mauri Paasilinna; 1947) також стали письменниками, Рейно Паасілінна (Reino Paasilinna; 1939) — фінський політик та член Європарламенту, Сірпа Паасілінна-Шлагенварт (Sirpa Paasilinna-Schlagenwarth; 1945) — художник. Одна з сестер, Пасі Паасілінна (Pasi Paasilinna; 1935), стала директором школи в окрузі Кіттіля, друга, Салме Ауліккі Паасілінна (Salme Aulikki Paasilinna; 1933), — акторкою кіно та театру.
Арто Паасілінна був одружений двічі. Від першої дружини, Хіллки Онерва Нусу (Hilkka Onervan Nousu), мав двох дітей — Петтері (Petteri, 1964) та Янне (Janne, 1967). Розлучився з нею у 1967 році, у 1972 році одружився з Тертту Аніккі, до шлюбу Каспер (Terttu Annikki Kasper).

## Творчість
Художні твори Арто Паасілінна мають багато спільних рис, що, з одного боку дратує літературних критиків, з іншого — підтримує стабільну популярність серед читачів. Романи Паасілінна важко віднести до якогось певного жанру, його переважно характеризують як гумористичного письменника із схильністю до чорного гумору; деякі критики відносять романи Паасілінна до жанру крутійського роману чи навіть до казок чи байок. Загалом його романи — це постмодерністська і трагікомічна суміш шалених пригод, життєвих драм, гумористичних ситуацій із невеликою кількістю фантастичних деталей. Письменнику парадоксально вдається зображувати життєрадісність своїх персонажів, використовуючи такі зовсім не смішні речі, як самогубство, старіння, відчай, депресію. У творах письменника часто зустрічається гостра соціальна критика фінського суспільства і людства в цілому. Фіни зазвичай зображені у книгах Паасілінна як депресивний, нудний народ із схильністю до алкоголю. Дія творів зазвичай починається на фінській землі, у сільській місцевості, проте сюжет може розгортатися у будь-якій точці Землі чи за її межами.
Світ романів Паасілінна дуже чоловічий, жіночі персонажі з'являються в книгах лише у певному зв'язку із чоловічими персонажами, і зазвичай зображені як істоти, що слабкіші за чоловіків. Найпопулярніший головний герой — чоловік середнього віку, сильний, ексцентричний та часто самотній.
Важливим персонажем у романах Паасілінна є, як не дивно, природа, часто зустрічаються персонажі-звірі, які мають людську свідомість і можуть говорити та діяти як люди. Наскрізною темою в романах Паасілінна є протиставлення ідеї людського суспільства із його культом надмірного споживання до ідеї дикої природи.

### Нехудожні твори
- 1964 — Karhunkaataja Ikä-Alpi
- 1971 — Kansallinen vieraskirja, graffiitti eli vessakirjoituksia — посібник із туалетних графіті.
- 1984 — Seitsemän saunahullua suomalaista — путівник ділової людини по фінській сауні.
- 1986 — Kymmenen tuhatta vuotta — путівник ділової людини по фінській історії.
- 1998 — Hankien tarinoita — історія фінських лиж.
- 2002 — Yhdeksän unelmaa — автобіографія.
- 2003 — Sadan vuoden savotta — історія фінської заготівлі лісу.

## Екранізації творів
- 1977 — Jäniksen vuosi  Фінляндія
- 1982 — Ulvova mylläri  Фінляндія
- 1986 — Hirtettyjen kettujen metsä  Фінляндія
- 1996 — Elämä lyhyt, Rytkönen pitkä  Фінляндія
- 2000 — Hurmaava joukkoitsemurha  Фінляндія
- 2002 — Kymmenen riivinrautaa  Фінляндія
- 2006 — «Заєць Ватанена» (Le Lièvre de Vatanen)  Франція

## Нагороди
- 1993 — премія Pro Finlandia ( Фінляндія)[19]
- 1994 — премія Air Inter ( Франція)[19]
- 1994 — премія Giuseppe Acerbi ( Італія)[19].
- 2016 — премія Guareschi Award / World Humor Award ( Італія)[28]

## Цікаві факти
- За роки своєї літературної діяльності Арто Паасілінна публікував по одному роману на рік (окрім, 1973, 1978 і 2002 років). Він зазвичай починав нову книгу восени, писав її впродовж зими, а 31 травня передавав видавництву, яке публікувало книгу восени. Його видавець стверджував, що книги Паасілінна стали невід'ємним елементом фінської осені, як листя берез, що облітає[11].
- З'явився у ролі перехожого на вулиці (камео) у фільмі-екранізації своєї книги Kymmenen riivinrautaa.